# Douglas Asthon Lofft Wade
Douglas Asthon Lofft Wade, britanski general, * 1898, † 1996.